# Pedrinyà (Crespià)
|  | No s'ha de confondre amb Pedrinyà (la Pera). |

Pedrinyà és un poble del municipi de Crespià (Pla de l'Estany), al nord-oest del terme, centrat per l'església de Sants Just i Pastor. Al segle xiv pertanyia al castell de Dosquers.
Entre 1846 i 1847, juntament amb Dosquers, va ser incorporat al municipi de Cabanelles. Llavors va passar a formar part de Crespià.